# 快速沃爾什轉換

输入向量(1,0,1,0,0,1,1,0)的例子

在計算數學中，一個與阿達馬變換有高度相關的快速沃爾什轉換（英語：fast Walsh–Hadamard transform，FWHTh）是一個十分有效率的演算法，目的是計算阿達馬變換。一個直觀且基本的沃爾什轉換，他的計算複雜度 大約是 O({\displaystyle N^{2}})。而快速沃爾什轉換只需要{\displaystyle N\log N} 個加法或是減法即可。
而快速沃爾什轉換是一個分而治之的演算法，是一個常見的遞迴方法，將大小為 {\displaystyle N}的沃爾什轉換拆成兩個大小為{\displaystyle N/2} 的沃爾什轉換。這樣的寫法是根據{\displaystyle 2N\times 2N}阿達馬矩陣 {\displaystyle H_{N}}的遞迴定義:  
{\displaystyle H_{N}={\frac {1}{\sqrt {2}}}{\begin{pmatrix}H_{N-1}&H_{N-1}\\H_{N-1}&-H_{N-1}\end{pmatrix}}.}
其中 {\displaystyle 1/{\sqrt {2}}} 的正規化項可以提出或省略掉。
沃爾什矩陣，又叫沃爾什序列，快速沃爾什轉換FWHTw，就是用上面的作法計算以後，把輸出結果排成序列。